# Yangfang, Peking
Yangfang (kinesiska: 阳坊, 阳坊镇) är en köping i Kina. Den ligger i stadsdistriket Changping i Pekings storstadsområde, i den nordöstra delen av landet, omkring 31 kilometer norr om stadskärnan. Antalet invånare är 23 701. Befolkningen består av 11 514 kvinnor och 12 187 män. Barn under 15 år utgör 11,0 %, vuxna 15-64 år 81 %, och äldre över 65 år 7,0 %.